# Richard Lachmann
Richard Lachmann (* 23. Februar 1885 in Hamburg; † 7. September 1916 in den Karpaten) war ein deutscher Geologe. Er war Privatdozent für Geologie an der Universität Breslau.

## Leben
Richard Lachmann studierte in München und gehörte seitdem der Burschenschaft Markomannia München im ADB an. Er wurde 1907 in Berlin promoviert und war ab 1910 Assistent in Breslau, wo er sich 1912 habilitierte.

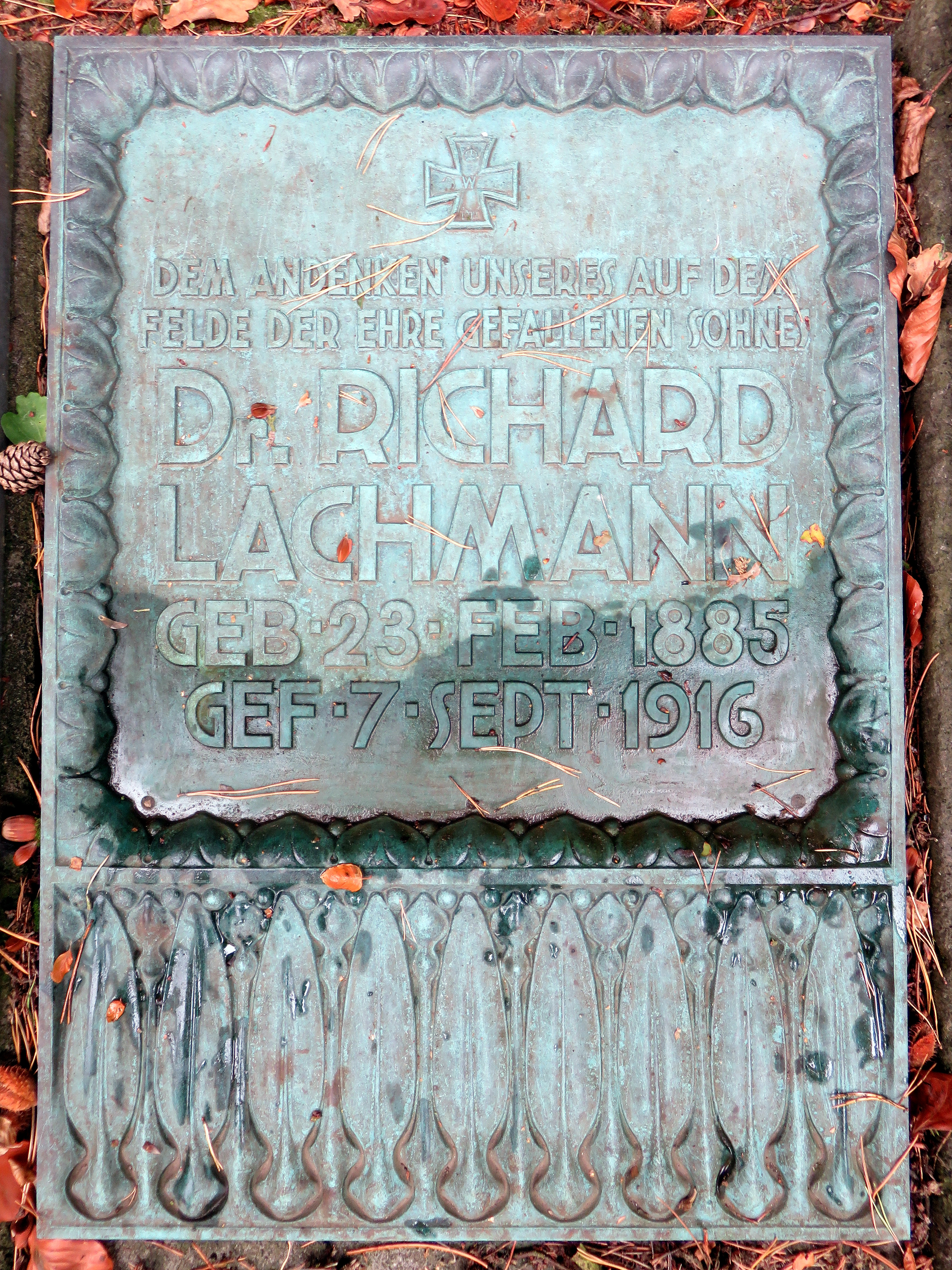
Kissenstein Richard Lachmann, Familiengrabstätte auf dem Friedhof Ohlsdorf

Lachmann war Anfang des 20. Jahrhunderts der Hauptvertreter der heute anerkannten Theorie, dass Salzstöcke (von ihm Ekzeme genannt) aufgrund Auftrieb und plastischem Fließvermögen gebildet werden (siehe Halokinese). Damals lieferte er sich darüber einen wissenschaftlichen Streit mit Hans Stille, der die Salzstöcke in Norddeutschland als Folge tektonischen Seitendrucks im Rahmen der von ihm postulierten saxonischen Faltung sah und korrekt die Anordnung längs tektonischer Störungslinien erkannte. Lachmann wurde durch den Chemiker Svante Arrhenius unterstützt und durch den Geologen W. Kirschmann, der in einem Salzstock in der Allertalstörungszone bei Magdeburg bei Auswertung von Tiefbohrungen die Abwanderung von Steinsalz aus der Nachbarschaft nachwies. Der Streit war ein Thema der Tagung der Deutschen Geologischen Gesellschaft 1912 in Greifswald und endete um 1916 mit einem vorläufigen Kompromiss, als beide Seiten anerkannten, dass ihre jeweiligen Theorien Wahres enthielten. 
Mit Arrhenius erklärte er auch 1912 die Entstehung von Hartsalz aus Carnallit durch Metamorphose.
Er befasste sich auch mit Tektonik, Erzlagerstätten, alpiner Geologie, dem westfälischen Steinkohlerevier, Vulkanismus und Stratigraphie. 
Er gehörte im August 1912 zu den 34 Gründungsmitgliedern der Paläontologischen Gesellschaft.
Lachmann fiel 1916 als Gefreiter in einem Jägerregiment in den Karpatenkämpfen. Auf dem Ohlsdorfer Friedhof in Hamburg im Planquadrat Z 22 nordöstlich von Kapelle 2 befindet sich für ihn auf der Familiengrabstätte Lachmann eine Bronzeplatte.

## Schriften
- mit Svante Arrhenius: Die physikalisch-chemischen Bedingungen bei der Bildung von Salzlagerstätten, Geologische Rundschau, 3, 1912, 139–157
- Über autoplaste (nicht tektonische) Formelemente im Bau der Salzlagerstätten Norddeutschlands, Z. Deutsche Geolog. Ges., 62, 1910, 113–116
- Der Salzauftrieb: Geophysikalische Studien über den Bau der Salzmassen Norddeutschlands, Halle, W. Knapp 1911, 1912